# St. Mauritius (Niedergrunstedt)

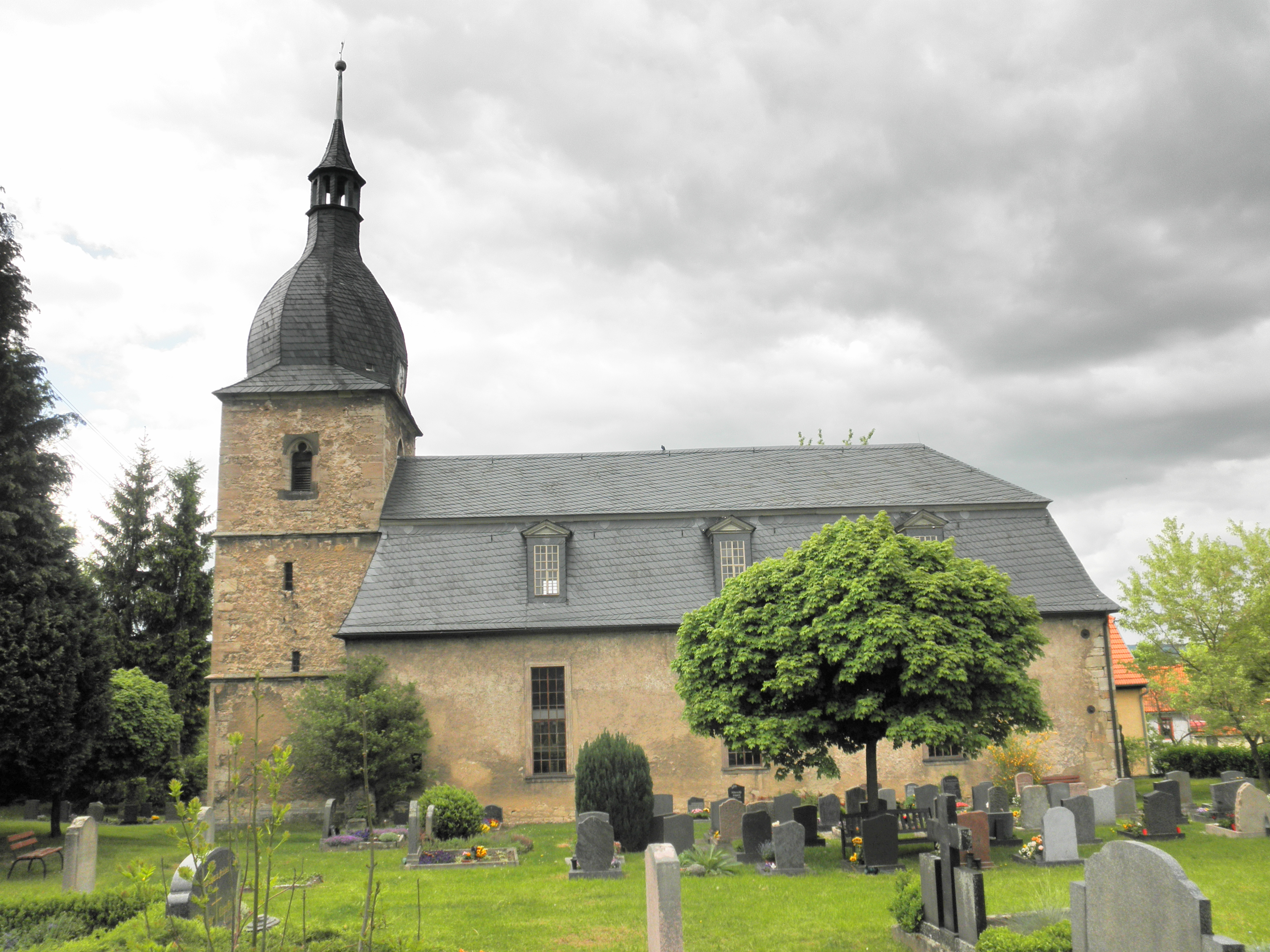
Die Kirche

Die Dorfkirche St. Mauritius steht im Stadtteil Niedergrunstedt der Stadt Weimar in Thüringen. Sie gehört zum Kirchengemeindeverband Buchfart-Legefeld im Kirchenkreis Weimar der Evangelischen Kirche in Mitteldeutschland.

## Lage
Die Ortsmitte des ehemaligen Dorfes wird bestimmt von der Dorfkirche, der damaligen Pfarrei und Schule, dem  alten Brauhaus und Backhaus.

## Geschichte
Der erste Pfarrer in Niedergrunstedt wird 1294 genannt. Ein ursprünglicher romanischer Kirchbau ist bis auf Teile der West- und Nordwand des Kirchenschiffes nicht erhalten. Der spätgotische Kirchturm stammt aus dem 15. Jahrhundert.
Im Jahre 1707 wurde die Dorfkirche samt 40 Häusern durch eine Brandkatastrophe stark geschädigt. 1726 begann der barocke Neubau unter Einbeziehung von in das 12. Jahrhundert zurückgehenden Bauelementen. Der Kirchturm erhielt eine Haube, das Kirchenschiff ein Mansarddach und große Fenster. Der Innenraum wurde großzügig mit Emporen, Kanzelaltar und Holzdecke ausgestaltet und 1728 durch den Künstler Johannes Ernst Rentzsch mit biblischen Bildern und Blumenornamenten bemalt. Der Pyramidenkanzelaltar folgt dem Vorbild der Schlosskapelle Himmelsburg von 1619 im Weimarer Stadtschloss, die kurz zuvor, in den Jahren 1707–1717, Wirkungsstätte von Johann Sebastian Bach war.

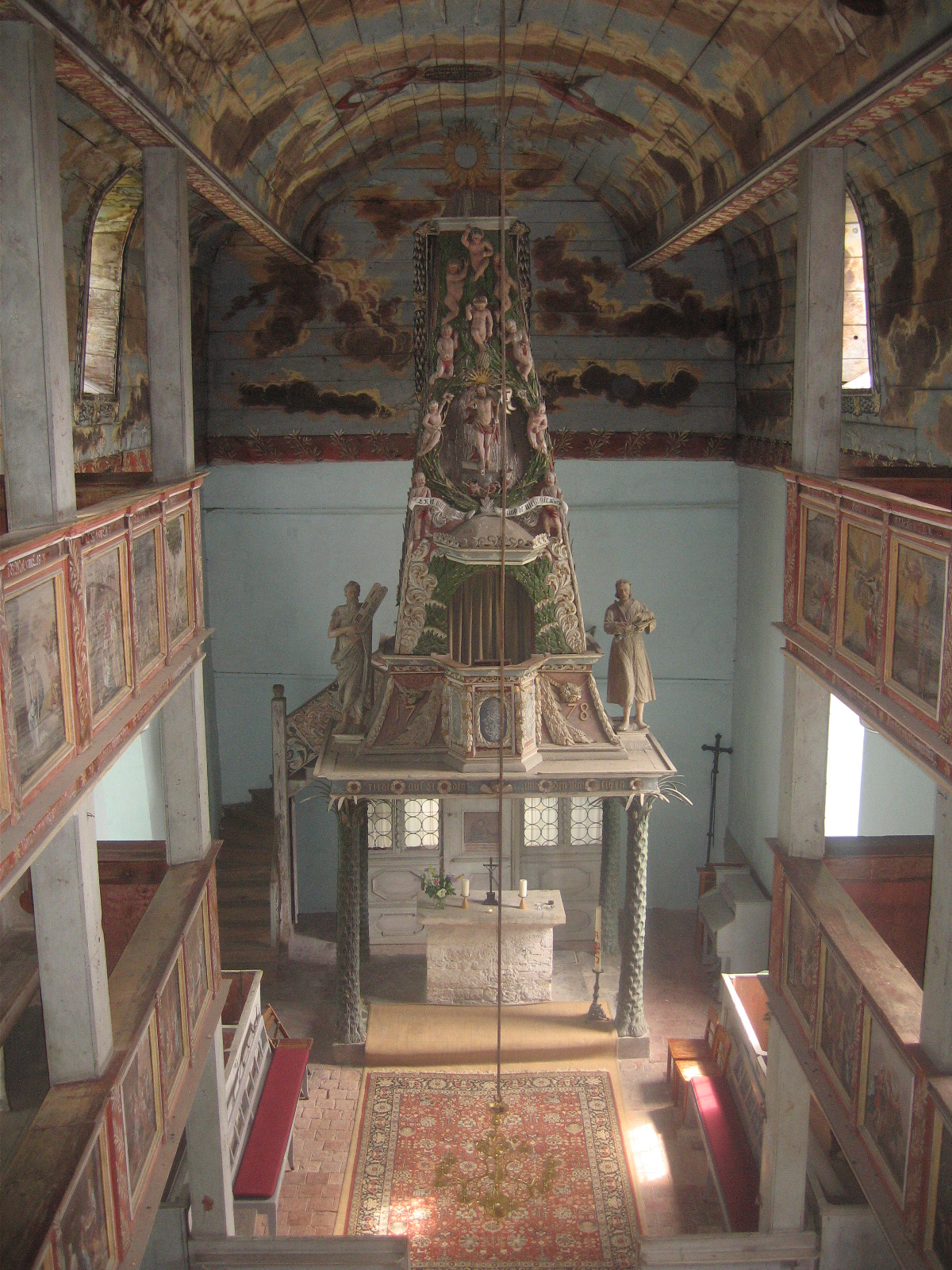
Pyramidenkanzelaltar, 1728
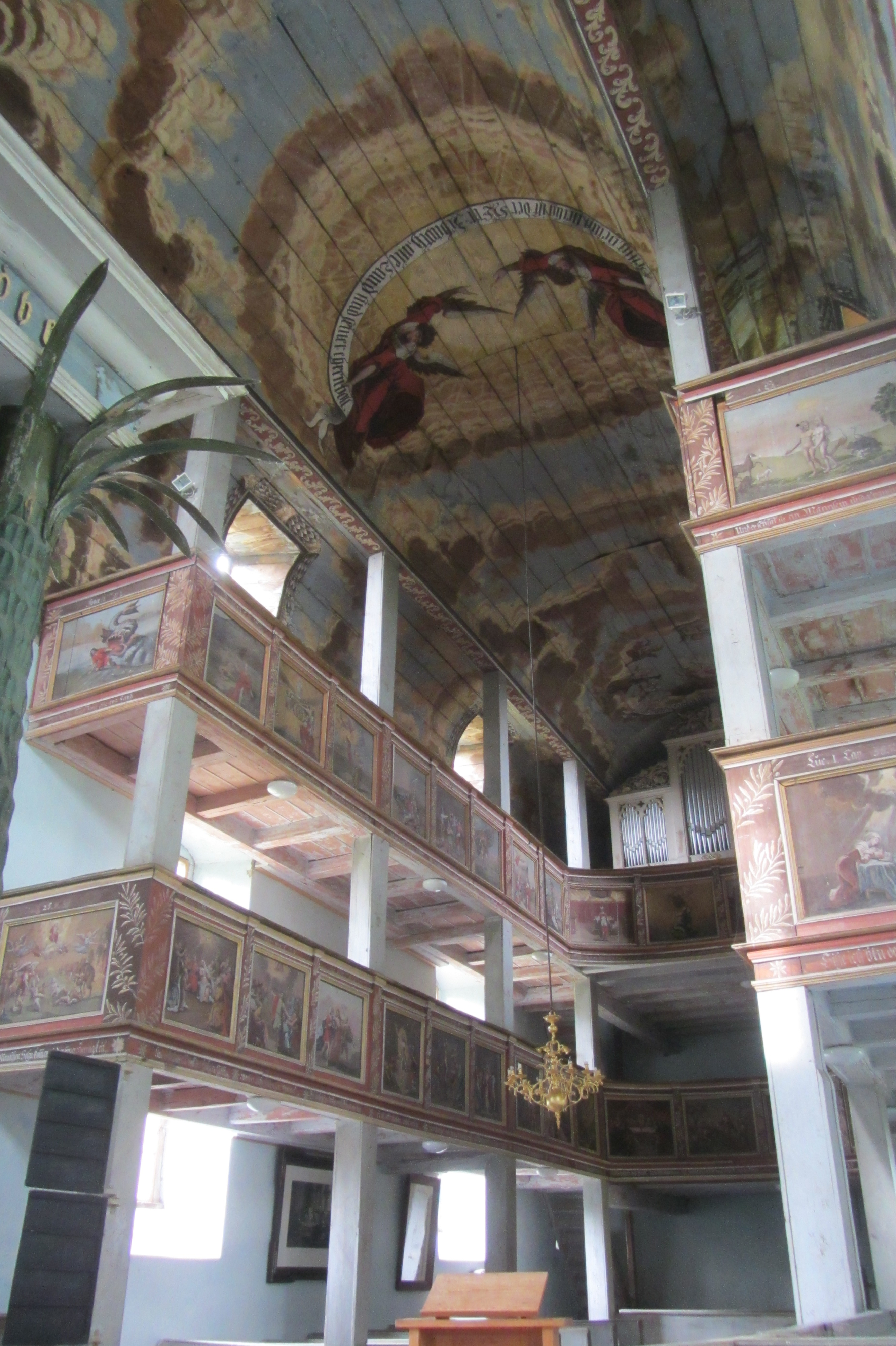
Ausmalung durch den Hofmaler Johann Ernst Rentzsch, 1728
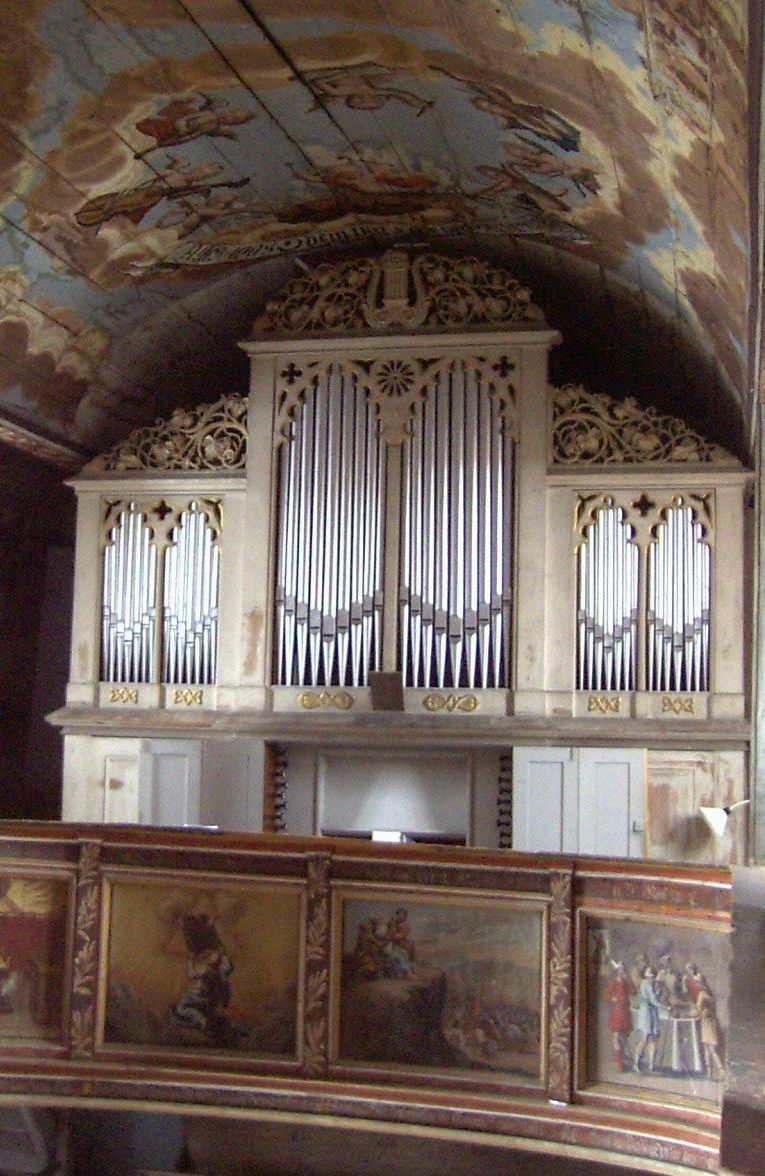
Witzmannorgel

## Orgel und Glocken
- Die Orgel auf der zweiten Empore wurde 1876 von August Witzmann aus Stadtilm geschaffen und eingebaut.[1][2]
- Drei Eisenhartgussglocken stammen aus den Jahren 1920 und 1922.